# Ribič (priimek)
Ribič je 66. najbolj pogost priimek v Sloveniji, ki ga je po podatkih Statističnega urada Republike Slovenije na dan 31. decembra 2007 uporabljalo 1.594, na dan 1. januarja 2011 pa 1.595 oseb.

## Znani nosilci priimka
- Alenka Ribič Laufer (*1971), baletna plesalka in koreografinja
- Alojz (Lojze) Ribič (1922—2007), rudar in politični delavec
- Andrej Ribič, elektroenergetski gospodarstvenik, direktor DARS ...
- Andreja Ribič (*1969), kegljavka
- Avgust Ribič, operni pevec (mož Ivanke)
- Ignacij (Nace) Ribič (1922—1989), kipar, konservator, likovni pedagog
- Igor Ribič (*1962), slikar, oblikovalec, pop-glasbenik
- Irena Ribič, zgodovinarka, kustosinja Muzeja novejše zgodovine Ljubljana
- Ivan Ribič (1890—?), gospodarsko-politični delavec, sodelavec OF, poslanec
- Ivan Ribič (1920—1982), pisatelj in filmski scenarist
- Ivanka Ribič (1895—1980), koncertna in operna sopranistka, pedagoginja
- Jakob Ribič (*1995), dramaturg
- Josip Viktor Ribič (1846—1874), pravnik in publicist
- Lojze (Alojz) Ribič (1928—2023), elektroenergetik?
- Marinka Ribič (*1970), baletna plesalka
- Marjan Ribič (*1931), zborovodja, notograf
- Martina Ribič Pucelj, kirurginja
- Mateja Ribič, državna sekretarka na Ministrstvu za delo, družino, socialne zadeve in enake možnosti
- Mojca Ribič-Juh (*1943), igralka
- Nataša Ribič Štefanec (*1963), slikarka, grafičarka
- Peter Ribič (*1979), strokovnjak za hortikulturo/floristiko
- Renato Ribič (*1960), glasbenik
- Tanja Ribič (*1968), gledališka in filmska igralka, pevka